# Exechonella
Exechonella is een mosdiertjesgeslacht uit de familie van de Exechonellidae en de orde Cheilostomatida. De wetenschappelijke naam ervan is in 1924 voor het eerst geldig gepubliceerd door Ferdinand Canu en Ray Smith Bassler.

## Soorten
- Exechonella albilitus Tilbrook, 2006
- Exechonella ampullacea Hayward & Ryland, 1995
- Exechonella antillea (Osburn, 1927)
- Exechonella anuhaensis Tilbrook, 2006
- Exechonella azeezi Cáceres-Chamizo, Sanner, Tilbrook & Ostrovsky, 2017
- Exechonella brasiliensis Canu & Bassler, 1928
- Exechonella californiensis Cáceres-Chamizo, Sanner, Tilbrook & Ostrovsky, 2017
- Exechonella catalinae Cáceres-Chamizo, Sanner, Tilbrook & Ostrovsky, 2017
- Exechonella claereboudti Cáceres-Chamizo, Sanner, Tilbrook & Ostrovsky, 2017
- Exechonella elegantissima Cáceres-Chamizo, Sanner, Tilbrook & Ostrovsky, 2017
- Exechonella erinacea (Canu & Bassler, 1929)
- Exechonella floridiana Cáceres-Chamizo, Sanner, Tilbrook & Ostrovsky, 2017
- Exechonella gigantea Cook, 1967
- Exechonella harmelini Cáceres-Chamizo, Sanner, Tilbrook & Ostrovsky, 2017
- Exechonella horrida (Kirkpatrick, 1888)
- Exechonella kleemanni Cáceres-Chamizo, Sanner, Tilbrook & Ostrovsky, 2017
- Exechonella loslosensis Tilbrook, 2006
- Exechonella magna (MacGillivray, 1895)
- Exechonella maldiviensis Cáceres-Chamizo, Sanner, Tilbrook & Ostrovsky, 2017
- Exechonella nikitai Cáceres-Chamizo, Sanner, Tilbrook & Ostrovsky, 2017
- Exechonella panamensis Cáceres-Chamizo, Sanner, Tilbrook & Ostrovsky, 2017
- Exechonella papillata Cook & Bock, 2004
- Exechonella pumicosa Canu & Bassler, 1928
- Exechonella reniporosa Cáceres-Chamizo, Sanner, Tilbrook & Ostrovsky, 2017
- Exechonella rimopora Cáceres-Chamizo, Sanner, Tilbrook & Ostrovsky, 2017
- Exechonella safagaensis Cáceres-Chamizo, Sanner, Tilbrook & Ostrovsky, 2017
- Exechonella similis Cáceres-Chamizo, Sanner, Tilbrook & Ostrovsky, 2017
- Exechonella spinosa Osburn, 1940
- Exechonella tuberculata (MacGillivray, 1883)
- Exechonella variperforata Cáceres-Chamizo, Sanner, Tilbrook & Ostrovsky, 2017
- Exechonella vavrai Cáceres-Chamizo, Sanner, Tilbrook & Ostrovsky, 2017
- Exechonella verrucosa (Canu & Bassler, 1927)
- Exechonella vieirai Cáceres-Chamizo, Sanner, Tilbrook & Ostrovsky, 2017

Niet geaccepteerde soort:
- Exechonella discoidea Canu & Bassler, 1929 → Actisecos discoidea (Canu & Bassler, 1929)